# Pygommatius caligula
Pygommatius caligula là một loài ruồi trong họ Asilidae. Pygommatius caligula được Oldroyd miêu tả năm 1970.